# Селишта (Билеча)
Селишта (серб. Селишта / Selišta) — село в общине Билеча Республики Сербской Боснии и Герцеговины. Население составляет 42 человека по переписи 2013 года.